# Emmanuel Marie de Bethune
Emmanuel Marie Jean-Baptiste François de Sales Ghislain de Bethune (Gent, 8 juli 1869 - Marke, 19 juli 1909) was een Belgische politicus. Hij was burgemeester van Oostrozebeke en Marke.

## Levensloop
Emmanuel de Bethune was het negende en jongste kind van architect Jean Bethune en Emilie van Ourtyve d'Ydewalle, uit het geslacht Van Outryve d'Ydewalle.
Hij was amper 26 toen hij burgemeester werd van Oostrozebeke, de gemeente waar de familie van Outryve d'Ydewalle haar wortels had. Zijn broer Jean-Baptiste de Bethune was hem in die functie voorgegaan van 1879 tot 1892. Emmanuel bleef burgemeester tot in 1899.
In 1898 trouwde hij in Wannegem-Lede met Josephine de Ghellinck d'Elseghem (1878-1904), de dochter van de Wannegemse kasteelheer.
Ze hadden een dochter en een zoon, Jean-Baptiste de Bethune (1900-1981) die schepen van Marke werd en trouwde met barones Louise de Vinck (1901-1977). Onder de zes kinderen uit dit huwelijk bevindt zich Emmanuel Pierre de Bethune die burgemeester van Marke en van Kortrijk werd.

## Burgemeester van Marke
Na het huwelijk verhuisde het echtpaar Emmanuel de Bethune naar Marke en ging het kasteel bewonen, waar de grootvader, architect Bethune, in 1894 was overleden.
Hij werd al onmiddellijk in 1900 tot burgemeester van de gemeente benoemd. Hij bekleedde dit ambt tot hij, pas veertig geworden, in 1909 overleed. Zijn vrouw was vijf jaar voordien al overleden.